# Mazazontipan
Mazazontipan är en ort i Mexiko.   Den ligger i kommunen Ayotoxco de Guerrero och delstaten Puebla, i den sydöstra delen av landet, 200 km öster om huvudstaden Mexico City. Mazazontipan ligger 2 906 meter över havet och antalet invånare är 274.
Terrängen runt Mazazontipan är kuperad åt nordväst, men åt sydost är den bergig. Runt Mazazontipan är det ganska tätbefolkat, med 65 invånare per kvadratkilometer. Närmaste större samhälle är Tlanalapan, 11,1 km sydväst om Mazazontipan. I omgivningarna runt Mazazontipan växer i huvudsak blandskog.